# كينيث ر. هاريس
كينيث ر. هاريس (بالإنجليزية: Kenneth R. Harris)‏ هو سياسي أمريكي، ولد في 16 مايو 1935، وتوفي في 17 يناير 2009. انتخب عضو مجلس ولاية كارولاينا الشمالية وانتخب عمدة شارلوت، كارولاينا الشمالية ‏ (1977 – 1979).